# Hother Bøndorff
Hother Bøndorff (født 11. maj 1951) er en dansk sceneinstruktør, koreograf og skuespiller.
Bøndorff er uddannet fra Skuespillerskolen ved Aarhus Teater i 1973 og har gennem mange år været tilknyttet teatret som skuespiller, bl.a. med roller i Den forbudte planet, Loppen i øret og Mojo. 

## Filmografi
- Hallo det er jul (julekalender, 1995)
- At kende sandheden (2002)
- Mørke (2005)
- Klovn the Movie (2010)